# Albarracina warionis
Albarracina warionis är en fjärilsart som beskrevs av Charles Oberthür 1922. Albarracina warionis ingår i släktet Albarracina och familjen tofsspinnare. Inga underarter finns listade i Catalogue of Life.